# Jean David-Weill
Pour les autres membres de la famille, voir Famille David-Weill.
Jean David-Weill (27 février 1898 à Paris - 30 mai 1972 à Neuilly-sur-Seine) est un épigraphiste, conservateur de musée et collectionneur français.

## Biographie
Fils de David David-Weill et de Flora Raphaël, il obtient son doctorat en droit et devient l'élève de Gaston Migeon à l'École du Louvre et de Raymond Kœchlin. Devenu élève à l'École des langues orientales, il y suit les cours de Gaston Wiet.
Il est attaché en 1927, puis pensionnaire en 1933 à l'Institut français d'archéologie orientale au Caire.
Il est titulaire de la chaire d'art musulman à l'École du Louvre en 1937 et conservateur au département des antiquités orientales du musée du Louvre en 1945.
Il épouse Anna de Gunzburg, petite-fille de Horace Günzburg.

## Publications
- Papyrus arabes du Louvre, 1971.
- Têtes de chevaux sassanides, 1954.
- Le Djami, d'Ibn Wahb: édité et commenté par J. David-Weill. II. Commentaire. 1er fascicule, 1941.

- Prix Bordin 1949 de l’Académie des inscriptions et belles-lettres.
- Le Djâmi', Volumes 1 à 2, 1941.
- Le Djâmi d'Ibn Wahb, 1939.
- Jean David-Weill, Henry Corbin, Remy Cottevieille-Giraudet, Eustache de Lorey et Georges Salles, Bibliothèque nationale. Les Arts de l'Iran, l'ancienne Perse et Bagdad, 1938.
- Époques mamlouke et ottomane, 1936.
- Les bois à épigraphes jusqu'à l'époque mamlouke: Musée National de l'art arabe. [spa:] Ministère de l'instruction, publique, Volume 2 , 1936.
- Un nouveau titre de propriété daté, 1935.
- Catalogue général du Musée arabe du Caire: les bois à épigraphes jusqu'à l'époque mamlouke, 1931.
- Papyrus arabes d'Edfou, 1931.
- Jusqu'à l'époque mamlouke, 1931.
- Université de Paris. Faculté de droit. Des comptes spéciaux du trésor et des infractions aux principes de la comptabilité publique qu'on y relève. Thèse pour le doctorat présentée, 1923.
- Des comptes spéciaux du Trésor et des infractions aux principes de la comptabilité publique quʹon y relève, 1923.
- Lettres à un marchand égyptien du IIIe/IXe siècle
- Quelques textes épigraphiques inédits du Caire
- Une page de traditions sur papyrus du IIIe siècle de l'hégire
- Deux pages d'un recueil de hadith
- Contrat de travail au pair: Papyrus - Louvre - 7348
- Emendanda

## Pour approfondir